# Marco Trebelio Máximo
Marco Trebelio Máximo (en latín, Marcus Trebellius Maximus) fue un senador del Imperio romano del siglo I, que desarrolló su carrera política bajo los imperios de Claudio, Nerón y Vespasiano.

## Biografía
El primer cargo conocido de Trebelio fue el de legado de una legión de la provincia romana de Siria en 36, cuando fue enviado por el gobernador Lucio Vitelio al mando de una vexillatio de 4 000 legionarios y tropas auxiliares para ayudar a la provincia procuratorial Capadocia para reprimir una revuelta de los clítaros de Cilicia, quienes se habían hecho fuertes en las montañas del Tauro. Esto supone que Trebelio había sido pretor en los años anteriores, entre 32 y 35.
Tras el asesinato de Calígula en 41, Trebelio Máximo arrebato un anillo con la efigie de ese emperador a Cneo Sencio Saturnino, quien se dirigía al Senado para apoyar a Casio Querea y los otros tiranicidas, en favor de que se recuperase la extinta libertad republicana frente a la proclamación de Claudio como emperador por los pretorianos.
Fue designado consul suffectus en 55, y en el año 61 formó parte de una delegación enviada con el objetivo de revisar el censo y los impuestos que se percibían de la provincia de Galia. Trebelio partió junto a los senadores Quinto Volusio Saturnino y Tito Sextio Africano. Saturnino y Africano eran rivales, y ambos odiaban a Trebelio, que les aventajó realizando el encargo mucho mejor que sus competidores.
En el año 63 fue nombrado gobernador de la provincia romana de Britania. Trebelio continuó con la política de consolidación de fronteras iniciada por sus predecesores en el cargo, pero fue prudente y no realizó ningún tipo de conquista territorial. Continuó además con la romanización de los territorios britanos que se encontraban bajo dominio romano, y refundó la ciudad de Camulodunum que había sido destruida tras la rebelión de la reina Boudica. La ciudad de Londres creció en riqueza durante su gobierno.
En el año 67, la provincia insular se encontraba suficientemente segura como para permitir que la Legio XIV Gemina fuese trasladada. A pesar de todo, la inactividad sembró el descontento entre las legiones destinadas allí y se iniciaron una serie de motines y Trebelio, que no era militar y no sabía tratar con las tropas, fue incapaz de restablecer la disciplina, hasta el punto que una discusión con Marco Roscio Celio, comandante de la Legio XX Valeria Victrix socavó irremediablemente su autoridad.
Como consecuencia, en el año 69, durante la guerra civil que siguió a la muerte del emperador Nerón del año de los cuatro emperadores, las legiones britanas no propusieran candidato propio para el trono, a diferencia de lo que habían hecho otras fuerzas estacionadas en otras partes del Imperio, pero Roscio lideró un motín que obligó a Trebelio a huir de la isla, y mostró su apoyo a Vitelio, enviando a la Legio XX  para que apoyara al general rebelde. Una vez que Vitelio venció a Otón y ascendió al trono, nombró  nuevo gobernador de la isla a Marco Vetio Bolano. Vitelio ordenó además el retorno de la Legio XIV, que había sido enviada por su derrotado rival a Britania.
De vuelta a Roma, después de su desafortunado gobierno de Britania, Vespasiano lo incluyó como magíster de la cofradía de los Hermanos Arvales en el año 72 y como hermano en 75, sin ocupar ningún cargo de relevancia.